# 한국프로농구 포스트시즌 1998
1997 FILA배 프로 농구의 포스트시즌은 1998년 3월 11일부터 시작하여 4월 11일까지 진행되었다. 대전 현대 다이냇이 프로 전환 이후 첫 정규 리그 우승을 차지했으며 경남 LG 세이커스가 창단 첫 해 정규 시즌에서 2위를 차지하는 파란을 일으키며 4강에 직행하였다. 그러나 지난 시즌 우승팀 부산 기아 엔터프라이즈가 아쉽게도 3위에 그치며 6강 플레이오프에 이름을 올렸고 실업 출신 명문 수원 삼성 썬더스가 2년 연속 포스트 시즌 진출에 실패하며 체면을 구겼다.

## 순위
| 성적 | 팀                     | 승 | 패 | 승률  | 승차 | 비고        |  |
| ---- | ---------------------- | -- | -- | ----- | ---- | ----------- |  |
| 1    | 대전 현대 다이냇       | 31 | 14 | 0.689 | -    | 4강 PO 직행 |  |
| 2    | 경남 LG 세이커스       | 28 | 17 | 0.622 | 3    | 4강 PO 직행 |  |
| 3    | 부산 기아 엔터프라이즈 | 26 | 19 | 0.578 | 5    | 6강 PO      |  |
| 4    | 원주 나래 블루버드     | 26 | 19 | 0.578 | 5    | 6강 PO      |  |
| 5    | 대구 동양 오리온스     | 23 | 22 | 0.511 | 8    | 6강 PO      |  |
| 6    | 인천 대우증권 제우스   | 22 | 23 | 0.489 | 9    | 6강 PO      |  |
| 7    | 광주 나산 플라망스     | 21 | 24 | 0.467 | 10   |             |  |
| 8    | 안양 SBS 스타즈        | 18 | 27 | 0.400 | 13   |             |  |
| 9    | 수원 삼성 썬더스       | 17 | 28 | 0.378 | 14   |             |  |
| 10   | 청주 SK 나이츠         | 13 | 32 | 0.289 | 18   |             |  |

| 성적 | 팀                     | 승 | 패 | 승률  | 승차 | 비고      |
| ---- | ---------------------- | -- | -- | ----- | ---- | --------- |
| 1    | 대전 현대 다이냇       | 31 | 14 | 0.689 | -    | 통합 우승 |
| 2    | 부산 기아 엔터프라이즈 | 26 | 19 | 0.578 | 5    |           |
| 3    | 경남 LG 세이커스       | 28 | 17 | 0.622 | 3    |           |
| 4    | 대구 동양 오리온스     | 23 | 22 | 0.511 | 8    |           |
| 5    | 원주 나래 블루버드     | 26 | 19 | 0.578 | 5    |           |
| 6    | 인천 대우증권 제우스   | 22 | 23 | 0.489 | 9    |           |
| 7    | 광주 나산 플라망스     | 21 | 24 | 0.467 | 10   |           |
| 8    | 안양 SBS 스타즈        | 18 | 27 | 0.400 | 13   |           |
| 9    | 수원 삼성 썬더스       | 17 | 28 | 0.378 | 14   |           |
| 10   | 청주 SK 나이츠         | 13 | 32 | 0.289 | 18   |           |

- 1997~1998년 대한민국 프로 농구 참조

## 토너먼트표
|  | 6강 플레이오프 | 6강 플레이오프 | 6강 플레이오프 |  |  | 4강 플레이오프 | 4강 플레이오프 | 4강 플레이오프 |           |   | 챔피언 결정전 | 챔피언 결정전 | 챔피언 결정전 |  |
|  |                |                |                |  |  |                |                |                |           |   |               |               |               |  |
|  | 4              | 원주 나래      | 2              |  |  |                |                |                |           |   |               |               |               |  |
|  | 5              | 대구 동양      | 3              |  |  | 1              | 대전 현대      | 3              |           |   |               |               |               |  |
|  |                |                |                |  |  | 4              | 대구 동양      | 0              |           |   |               |               |               |  |
|  |                |                |                |  |  |                |                |                |           |   | 1             | 대전 현대     | 4             |  |
|  | 3              | 부산 기아      | 3              |  |  |                |                | 3              | 부산 기아 | 3 |               |               |               |  |
|  | 6              | 인천 대우      | 1              |  |  | 2              | 경남 LG        | 1              |           |   |               |               |               |  |
|  |                |                |                |  |  | 3              | 부산 기아      | 3              |           |   |               |               |               |  |

## 6강 플레이오프

### 1차전
| 1998년 3월 10일 원주 치악 체육관 | 원주 나래 블루버드 | 108 | 20 (1Q) 37 26 (2Q) 18 32 (3Q) 27 30 (4Q) 34 | 116 | 대구 동양 오리온스 |

| 1998년 3월 11일 부산 사직 체육관 | 부산 기아 엔터프라이즈 | 94 | 30 (1Q) 18 21 (2Q) 19 19 (3Q) 26 24 (4Q) 26 | 89 | 인천 대우증권 제우스 |

### 2차전
| 1998년 3월 12일 원주 치악 체육관 | 원주 나래 블루버드 | 107 | 22 (1Q) 27 30 (2Q) 20 28 (3Q) 22 27 (4Q) 18 | 87 | 대구 동양 오리온스 |

| 1998년 3월 13일 부산 사직 체육관 | 부산 기아 엔터프라이즈 | 75 | 25 (1Q) 23 17 (2Q) 15 18 (3Q) 14 15 (4Q) 25 | 77 | 인천 대우증권 제우스 |

### 3차전
| 1998년 3월 14일 대구 실내 경기장 | 대구 동양 오리온스 | 87 | 22 (1Q) 23 15 (2Q) 19 31 (3Q) 10 19 (4Q) 29 | 81 | 원주 나래 블루버드 |

| 1998년 3월 15일 부천 실내 체육관 | 인천 대우증권 제우스 | 80 | 25 (1Q) 18 24 (2Q) 20 22 (3Q) 23 9 (4Q) 21 | 82 | 부산 기아 엔터프라이즈 |

### 4차전
| 1998년 3월 16일 대구 실내 경기장 | 대구 동양 오리온스 | 92 | 15 (1Q) 28 30 (2Q) 18 21 (3Q) 20 26 (4Q) 34 | 100 | 원주 나래 블루버드 |

| 1998년 3월 17일 부천 실내 체육관 | 인천 대우증권 제우스 | 62 | 23 (1Q) 16 13 (2Q) 18 9 (3Q) 24 17 (4Q) 21 | 79 | 부산 기아 엔터프라이즈 |

- 부산 기아 엔터프라이즈 4강 플레이오프 진출

### 5차전
| 1998년 3월 18일 잠실 실내 경기장 | 원주 나래 블루버드 | 80 | 23 (1Q) 31 19 (2Q) 22 (3Q) 15 16 (4Q) 34 | 102 | 대구 동양 오리온스 |

- 대구 동양 오리온스 4강 플레이오프 진출

## 4강 플레이오프

### 1차전
| 1998년 3월 20일 대전 충무 체육관 | 대전 현대 다이냇 | 104 | 22 (1Q) 31 25 (2Q) 15 28 (3Q) 22 29 (4Q) 25 | 93 | 대구 동양 오리온스 |

| 1998년 3월 21일 창원 실내 체육관 | 경남 LG 세이커스 | 79 | 23 (1Q) 27 16 (2Q) 28 19 (3Q) 24 21 (4Q) 23 | 102 | 부산 기아 엔터프라이즈 |

### 2차전
| 1998년 3월 22일 대전 충무 체육관 | 대전 현대 다이냇 | 114 | 23 (1Q) 15 31 (2Q) 22 26 (3Q) 27 34 (4Q) 29 | 93 | 대구 동양 오리온스 |

| 1998년 3월 23일 창원 실내 체육관 | 경남 LG 세이커스 | 94 | 23 (1Q) 30 19 (2Q) 26 24 (3Q) 24 29 (4Q) 24 | 104 | 부산 기아 엔터프라이즈 |

### 3차전
| 1998년 3월 24일 대구 실내 체육관 | 대구 동양 오리온스 | 85 | 26 (1Q) 15 12 (2Q) 26 19 (3Q) 30 28 (4Q) 24 | 95 | 대전 현대 다이냇 |

- 대전 현대 다이냇 챔피언 결정전 진출

| 1998년 3월 25일 부산 사직 체육관 | 부산 기아 엔터프라이즈 | 88 | 17 (1Q) 30 (2Q) 22 22 (3Q) 33 19 (4Q) 30 | 115 | 경남 LG 세이커스 |

### 4차전
| 1998년 3월 27일 부산 사직 체육관 | 부산 기아 엔터프라이즈 | 80 | 24 (1Q) 14 23 (2Q) 21 8 (3Q) 18 25 (4Q) 14 | 67 | 경남 LG 세이커스 |

## 챔피언 결정전

### 1차전
| 1998년 3월 31일 대전 충무 체육관 | 대전 현대 다이냇 | 90 | 21 (1Q) 24 28 (2Q) 28 25 (3Q) 24 16 (4Q) 23 | 99 | 부산 기아 엔터프라이즈 |

### 2차전
| 1998년 4월 2일 대전 충무 체육관 | 대전 현대 다이냇 | 78 | 22 (1Q) 22 18 (2Q) 23 10 (3Q) 20 28 (4Q) 22 | 87 | 부산 기아 엔터프라이즈 |

### 3차전
| 1998년 4월 4일 부산 사직 체육관 | 부산 기아 엔터프라이즈 | 93 | 24 (1Q) 26 24 (2Q) 26 22 (3Q) 18 23 (4Q) 25 | 95 | 대전 현대 다이냇 |

### 4차전
| 1998년 4월 5일 부산 사직 체육관 | 부산 기아 엔터프라이즈 | 88 | 22 (1Q) 25 20 (2Q) 28 21 (3Q) 21 25 (4Q) 27 | 101 | 대전 현대 다이냇 |

### 5차전
| 1998년 4월 7일 잠실 실내 체육관 | 대전 현대 다이냇 | 84 | 31 (1Q) 19 18 (2Q) 23 24 (3Q) 28 11 (4Q) 16 | 86 | 부산 기아 엔터프라이즈 |

### 6차전
| 1998년 4월 9일 잠실 실내 체육관 | 대전 현대 다이냇 | 90 | 18 (1Q) 19 26 (2Q) 27 22 (3Q) 22 24 (4Q) 11 | 79 | 부산 기아 엔터프라이즈 |

### 7차전
| 1998년 4월 11일 잠실 실내 체육관 | 대전 현대 다이냇 | 101 | 23 (1Q) 24 20 (2Q) 25 27 (3Q) 17 31 (4Q) 24 | 90 | 부산 기아 엔터프라이즈 |

- 대전 현대 다이냇 챔피언 결정전 우승